# Наполес, Десмонд
Десмонд (Дези) Наполес (англ. Desmond "Desi" Napoles; родился в июне 2007 года) — актёр, фотомодель, ЛГБТ-активист из Нью-Йорка. Родился в Гринвич-Виллидж, но не живёт там. Лицензирован как ребёнок-актёр, позиционирует себя как гендерфлюида.

## Биография
С двух лет Десмонд Наполес смотрел с матерью дрэг-шоу «Королевские гонки Ру Пола» и использовал предметы домашнего обихода для подражания трансвеститам, а c шести лет его родители, проконсультировавшись с семейным психотерапевтом, начали покупать ему женскую одежду. По собственным словам, начал переодеваться в женское с тех пор, как начал ходить.
- В 2014 снялся в клипе Джерика Хоффера[англ.][1].
- В 2015 участвовал в марше достоинства в Нью-Йорке[10].
- В 2017 году получил награду «Не будь возмущённым, будь возмутительным» имени Марши П. Джонсон.[англ.][10] К июню 2017 участвовал в съёмках высокой моды (одежда от Moschino, Патриции Филд и др.), затем вышел на подиум, где был моделью Gypsy Sport[англ.] наряду с Манро Бергдорф[англ.][1], был назначен представителем Converse.
- В 2018 попал в Out100 и занял 27 место в рейтинге Dazed100 2018 года в категории «артист»[11]. Участвовал на ведущих ролях в марше достоинства в Нью-Йорке и рекламной кампании фестиваля[12], в июне 2018 участвовал в показе мод в Бруклинском музее[7]. Был гостем в видео-блоге Майкла Элига[13]. Проводил презентацию в поддержку благотворительного фонда Тайлера Клементи, против ЛГБТ-самоубийств[14].
- В 2019 был гранд-маршалом гей-прайда в Бруклине[15]. Был номинирован на премию «Коротышка» как представитель ЛГБТ[16]. В сентябре 2019 Десмонд был назван одним из хедлайнеров Drag Expo, проходившей в Мельбурне[17]. Журналы El Periódico de Catalunya[исп.] и The Feed[англ.] заявили, что Десмонд — самый известный «дрэг-ребёнок» в мире[18][19]. Los Replicantes утверждает, что он самый молодой профессиональный дрэг-квин в мире[20].

То, что Десмонд выступает как дрэг-квин, вызывает обвинения в сексуализации ребенка. Ультраправый веб-сайт Breitbart News сделал некорректный, по мнению журнала Out, вывод, что если ребенок танцевал и пел на сцене гей-бара перед посетителями, которые бросали в него деньги, то он раздевался, хотя на самом деле он снял платье и остался в штанах и топике. Критиками также упоминается эпизод, когда Десмонд после комментария взрослой дрэг-квин о кетамине делает движение, как будто вдыхает что-то с тыльной стороны ладони. Пользователи анонимного имиджборда 4chan опубликовали личную информацию и адрес Десмонда, его семья получала звонки с угрозами. В декабре 2017 года в ответ на атаки интернет-троллей мать заявила, что переодевание помогает Десмонду бороться с симптомами аутизма, и упомянула, что он принимает таблетки, ускоряющие метаболизм. Хотя ювенальные службы получили более двухсот жалоб, никаких нарушений не было выявлено.